# رينو كامو
رينو كامو (بالفرنسية: Renaud Camus)‏ ، ولد في 10 أغسطس 1946 في شاماليير (بوي دي دوم)، هو كاتب ومصور وناشط سياسي فرنسي.
وهو مؤلف مذكرات، نشرها مختلف الناشرين منذ الثمانينات، والمنظم الثقافي في قلعة بليو.
بعد أن كان عضوا في الحزب الاشتراكي في الأعوام 1970-1980، أسس في عام 2002 حزب البراءة. أصبح مؤثرًا في الهوية [الفرنسية] اليمينية المتطرفة - بتقديم مفهوم الاستبدال العظيم. في عام 2015، انضم إلى حزب السيادة والهوية والحريات [الفرنسية] .

## حياته

### البدايات والتعليم
يأتي جان رينو غابرييل كامو  من عائلة برجوازية إقليمية، وابن ليون كامو وكاترين غورديات  ولديه شقيق أكبر أوبير (المعروف باسم باتريك)، وأخته فلورنس.
وقال انه تلقى تعليمه في مدرسة سانت تقلا في شاماليير (1950-1952)، ثم في مدرسة ماسيون في كليرمون فيران (1952-1963)، حيث حصل على الجزء الأول من شهادة البكالوريوس -العام (ثم نجح في الفصل الأول [الفرنسية]) عام 1962، ثم بكالوريوس الفلسفة عام 1963.
بدأ دراساته العليا في كلية الحقوق في كليرمون فيران، ثم غادر أوفيرني إلى كلية الحقوق في باريس (جامعة بانتيون أساس) والسوربون [الفرنسية] (1963-1973)، بعد قضاء فترة في أكسفورد (كلية سانت كلير [الفرنسية]) في 1966-1967. حصل على شهادة في الأدب (1969)، وتخرج من معهد باريس للدراسات السياسية (القسم السياسي والاجتماعي، دفعة 1970)  ، بماجستير في الفلسفة (1970)  ، ثم تخرج من الدراسات العليا في العلوم السياسة (1970)  وفي تاريخ القانون (1971).
لفترة من الوقت، فكر بتردد في تقديم امتحان القبول في المدرسة الوطنية للإدارة وأن يصبح دبلوماسيًا، قبل تخليه عن تلك الفكرة.
بعد محاولته لقمع الشذوذ الجنسي (المثلية الجنسية)، تقبلها ذلك وينفصل مع والديه، الذين جرموه. في عام 1968، شارك في المسيرات داخل «العنصر المثلي»، مصطفا خلف شعار «أرسل نفسك في الهواء» 

### المسار المهني

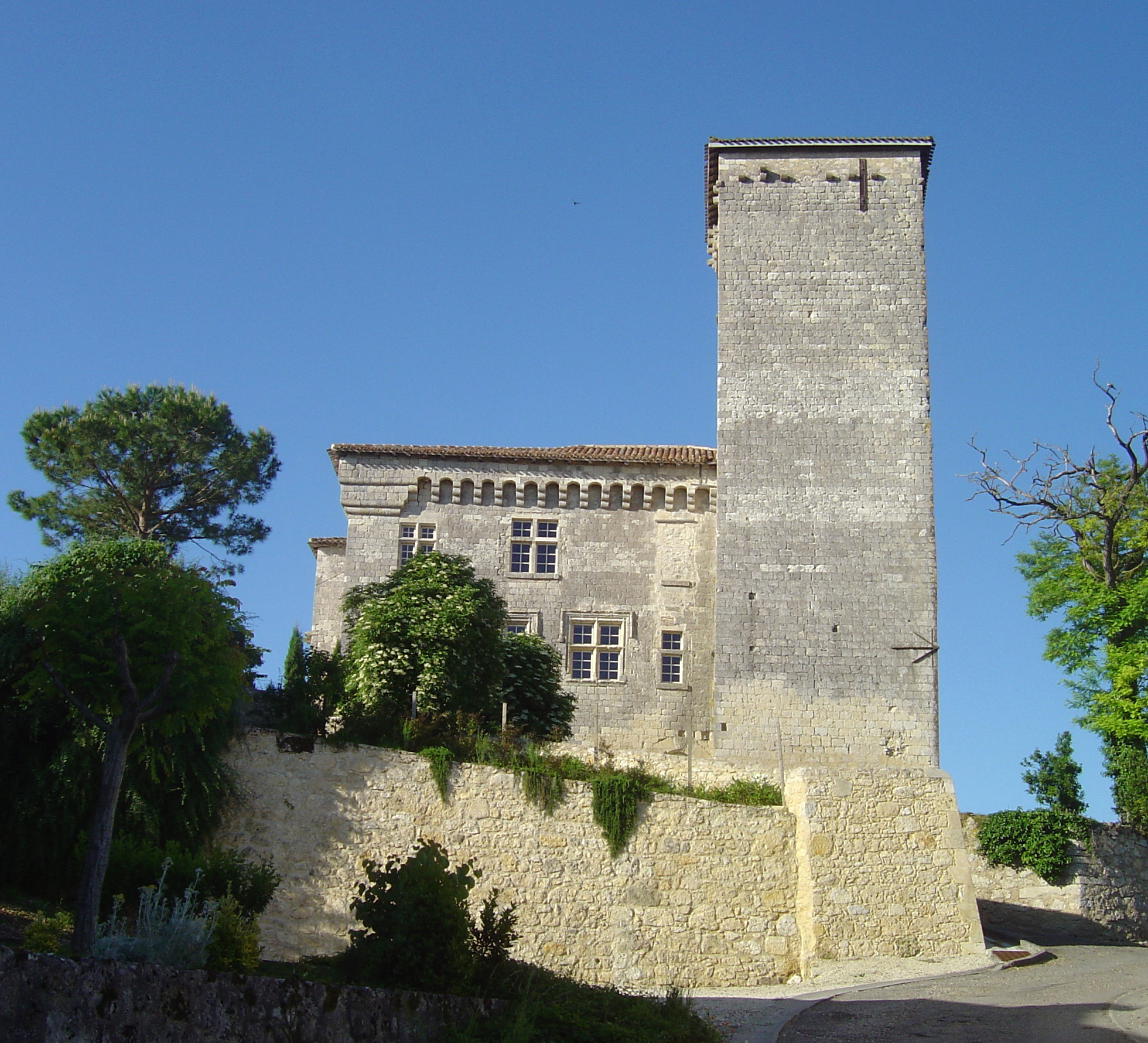
قلعة بليو ، موطن الكاتب.

من 1970 إلى 1976، كان قارئا ومستشارا أدبيا لإيديسيون دونويل (دار نشر) ‏ ، وكاتب مقالات في العلوم السياسية للموسوعات الكندية في جروليير (دار نشر) .
عاش على التوالي في شاماليير (1946-1959)، كليرمون فيران (1959-1965)، أكسفورد (1965-1966)، باريس (1966-1992)، الولايات المتحدة (نيويورك، أركنساس حيث درس اللغة وحاضَر في الأدب الفرنسي في كلية هندريكس، كونواي، في عام 1970، سان فرانسيسكو في عام 1978)، روما، حيث كان يقيم في فيلا ميديشي 1985-1987، ومنذ عام 1992، في جارس، في قلعة بليو [الفرنسية] حيث نظّم معارضًا لجان بول مارشيشي (1993) وإوجين ليروي (1994) وجانيس كونيليس (1995) وجوان ميرو (1996) وكريستيان بولتانسكي (1997) وجوزيف ألبرز (1998). كان أيضًا مسؤولًا عن الندوة، "Les Dévisées de Plieux"، حول «موضوع القلعة» (1996، مع روبرت ميزراي، دانيال ساليناف، آلان فيركونديلي، إلخ)، و «موضوع اللهب» (1997 ، باسكال كينيارد، إيمانويل كارير، جان-بول مارشيسشي، ميشيل كاسي، إلخ.)، أو فكرة «العيش كشاعرة» (مع ميشيل ديغوي، جاك روبو، بول لويس روسي. . .). قام بتأسيس وإخراج مهرجان في ليكتور، «ليالي الروح» (1997-1998)، المكرس للموسيقى المعاصرة [الفرنسية] ، والموسيقى القديمة و «الموسيقى العالمية».

## الارتباطات السياسية

### الخطوات الأولى لليسار
رينو كامو هو عضو في الحزب الاشتراكي في الأعوام 1970-1980، وصوّت لصالح فرانسوا ميتران في عام 1981 وعالم البيئة نويل مامير [الفرنسية] في 2002. كما أنه قريب من الشيفينية [الفرنسية] من خلال مركز الدراسات والبحوث والتعليم الاشتراكي [الفرنسية] (CERES).

### الاستبدال العظيم
في كتاب أبجديات البراءة (بالفرنسية: Abécédaire de l'in-nocence)‏، قدم رينو كامو، في عام 2010، مفهومه عن الاستبدال العظيم. ثم قام بتطويره من خلال ثلاثة كتب، بعنوان «الاستبدال العظيم» (بالفرنسية: Le Grand Remplacemen)‏، «التدمير، أداة الاستبدال العظيم» (بالفرنسية: La nocence, instrument du Grand Remplacement)‏ و «ماذا يمكن أن تكون فكرة حرة اليوم؟»(بالفرنسية: Que peut être une pensée libre aujourd'hui ?)‏، وأيضا من خلال مقابلة أُجريت للمحافظ الجديد في إطلاق كتاب الاستبدال الكبير ، الذي نُشر في عام 2011. يشرح بالتفصيل «نظرية الاستبدال» في تغير الناس (بالفرنسية: Le Changement de peuple)‏، الذي نُشر في عام 2013.

في المقابلة التي أُجريت مع المحافظ الجديد ، ردًا على الصحفي الذي طلب منه توضيح ما يعنيه بالاستبدال الكبير، قال رينو كامو مقتبسا الساخر برتولت بريشت، مع بعض التصرف  قائلا: 
| « | أوه ، الأمر بسيط للغاية: لديك شعب، وتقريبا في قلبة واحدة، وفي جيل واحد يصبح لديك واحد أو أكثر من الشعوب الأخرى في مكانك. إنه التنفيذ الفعلي لما بدا مزحة لبريشت، تغيير الناس. "الاستبدال العظيم" ، تغيير الأشخاص ، الذي يجعل نزع الثقافة العظيم ممكنًا ، هو الظاهرة الأكثر أهمية في تاريخ فرنسا لعدة قرون ، وربما إلى الأبد . | » |

 بالإضافة إلى الإصرار على سرعة هذه الظاهرة وأهميتها فيما يتعلق بتاريخ فرنسا - الدولة التي تهم المؤلف في المقام الأول - يستحضر مفهوم «نزع الثقافة العظيم». هذه الفكرة، التي طورها بالفعل رينو كامو في كتاب يحمل نفس الاسم، التثاقف العظيم (بالفرنسية: La Grande Déculturation)‏ ، والذي لا يزال يطلق عليه «تعليم الغافل» أو «صناعة الغباء»  ، يقدمها هنا على أنه لا غنى عنها للاستبدال عظيم. بالنظر إلى أن وسائل الإعلام، وخاصة التعليم الوطني، من بين العديد من الأسباب، تشارك مباشرة في منظومة الاحلال الفكري تلك  ، يقدم المؤلف في جملة واحدة، وغالبًا ما يكرر بشكل أو بآخر في تدخلاته، الأسباب التي يرى أنها السبب وراء كونها الوسيلة الرئيسية للاستبدال العظيم: 
| « | لا يمكن قيادة شعب يعرف كلاسيكياته وأدبياته دون تمرد إلى سلة قمامة التاريخ. | » |

 يؤكد رينو كامو أن هناك «كذب» و «صمت» حول «ما يحدث» من قبل «السلطتين الإعلامية والسياسية». كما يتحدث عن «حزب بديل في السلطة». إنه يعتقد أن فرنسا في حالة حرب، لكن أيا من هاتين القوتين يريد أن يعترف بذلك، وهذا الموقف يذكره ببدء الحرب الجزائرية.
انتشر تعبير «الاستبدال العظيم» في أوساط الإعلامين والسياسيين، لا سيما في حركة الهوية [الفرنسية] وأعضاء الجبهة الوطنية، بما في ذلك جان ماري لوبان، ستيفان رافير [الفرنسية] أو ماريون ماريشال-لوبان  ،  ، ومع صحفيين مثل إريك زمور وإيفان ريوفيل [الفرنسية] ، أو مع مجلات مثل فالور آكتشوال ‏ و Causeur .
ردد عدد من الصحفيين والمفكرين أطروحة رينو كامو منذ عام 2010، مع آراء نقدية للغاية، مثل مقال من المحافظ الجديد يتحدث عن «عصيدة كره الأجانب من قبل رينو كامو»  ومقال في لوموند يتحدث عن «الهراء العظيم»  ، أو الصحفي أيمريك كارون [الفرنسية] ، الذي يكرس قسمًا للاستبدال الكبير في كتابه المعنون غير صحيح: الأسوأ من هراء اليسار، أكاذيب اليمين (بالفرنسية: Incorrect: Pire que la gauche bobo, la droite bobards)‏  الذي نشر في عام 2014.

### حزب البراءة
ظهر إعلان حزب البراءة في الجريدة الرسمية [الفرنسية] بتاريخ 29 نوفمبر 2002 
في عام 2012، انضم رينو كامو إلى مشروع «الهوائي الخاص بنا»، بقيادة جيل أرنو وفيليب ميليو، اللذين أنشؤوا في 2014 قناة TV Libertés.
بمناسبة نشر كتابه أبجديات البراءة (بالفرنسية: Abécédaire de l'in-nocence)‏ ، الذي يخدم كبيان رسمي وبرنامج سياسي، أعلن نفسه مرشحًا للانتخابات الرئاسية لعام 2012. في غياب الرعاية اللازمة، دعا إلى التصويت لصالح مارين لوبان  ، مع شرح موقفه في مقال في صحيفة لوموند بعنوان «نحن نرفض تغيير الحضارة». في أعقاب هذا البيان قرر ناشره، فايار، إنهاء تعاونه مع رينو كامو، بعد بضعة أشهر من قرار مماثل من P.O.L. كجزء من الحملة الانتخابية التشريعية لعام 2012، أطلقت الجبهة الوطنية لمارين لوبان رالي البحرية الأزرق (RBM) بدعم (دون مشاركة) من حزب البراءة.
يتم تصنيف الآراء السياسية لرينود كامو من قبل العديد من الصحفيين في أقصى اليمين  ،. يشير الكاتب بنوا بيترز «كان رينو كامو قريبًا جدًا من رولان بارت ، الذي أثار فكرة علم درجات الكلام ، التي اقترح أن يطلق عليها علم الباتمولوجيا(بالفرنسية: La bathmologie)‏. في عام 1980 ، طور رينو كامو هذه الفكرة في كتاب صغير ملحوظ ، "بوينا فيستا بارك". [...] ومع ذلك ، بغض النظر عن درجة تنقيح التفسير ، يأتي وقت يلزم فيه الاختيار ، بمعنى أن يتصرف بشكل ملموس بطريقة أو بأخرى. في هذا الصدد ، ليس هناك ما هو أقل باتمولوجية من صندوق الاقتراع. عندما قرر رينو كامو دعم مارين لوبان في الانتخابات الرئاسية لعام 2012 ، بغض النظر عن مدى تبريره لهذا الخيار ، في النهاية يكون مارين لوبان والجبهة الوطنية هي الخيار الذي انضم له.»
يعتبر رينو كامو أنه ليس يمينيًا متطرفًا، «أجد أن معارضتي حازمة للهجرة ، وتغيير الناس والحضارة ، والاستبدال العظيم. بالنسبة للباقي ، ليس لدي أي تعاطف أو تهاون خاصين للاستبداد ، والنازية ، والفاشية ، ونفي المحرقة ، والفيشي ، والأنواع المختلفة من الديكتاتورية المدنية أو العسكرية ؛ ليس لدي أدنى استساغة للمجموعات أو الأنشطة شبه العسكرية ولم أرتدها على الإطلاق ؛ أشعر بصد قوي للعنف وأنا مرتبط جداً بسيادة القانون.» قال عن لوبان، انه يؤيدها في الانتخابات الرئاسية عام 2012 و 2017، «أقل المرشحين استبدالا»في المشهد السياسي، مع الإشارة إلى أن الجبهة الوطنية تناقض نظرية الاستبدال العظيم الخاصة به.

### لا لتغيير الناس والحضارة

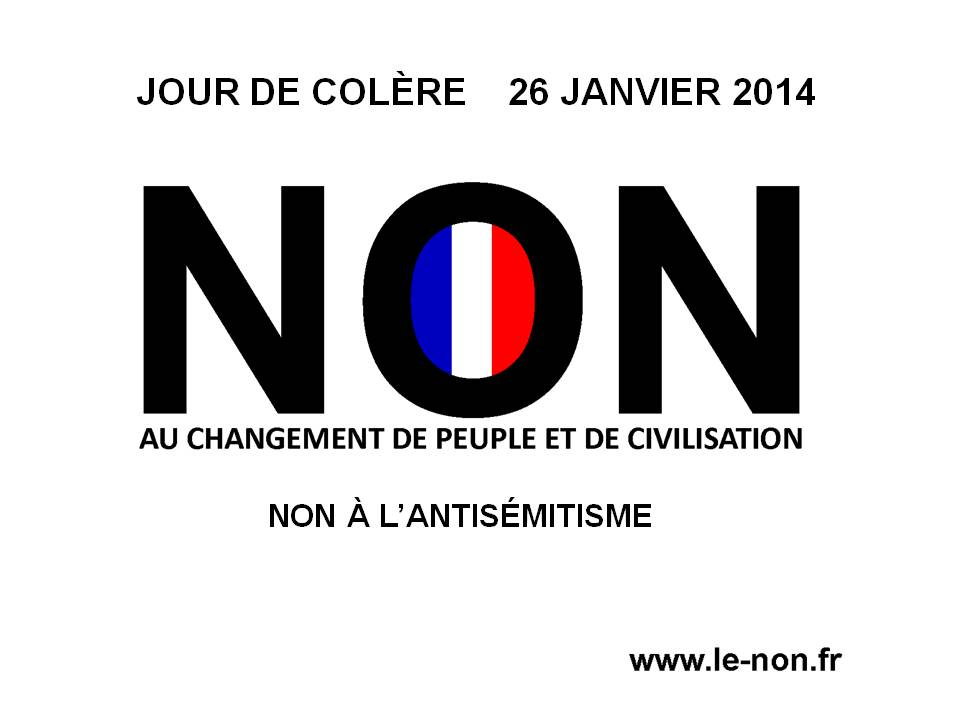
منشور لا لتغيير الناس والحضارة لحدث "يوم الغضب" لل 26 يناير 2014.

ال 11 سبتمبر 2013، أسس رينو كامو، من خلال نداء مسمى نُشر على موقع «إعادة التشكيل» بولفارد فولتير ، «لا لتغيير الناس والحضارة»، الذي يعرفه بأنه «جبهة الرفض، حركة كل من يقولون لا للاستبدال العظيم
.» الاستبدال العظيم، المفهوم الذي تم تقديمه أصلاً في أبجديات البراءة في عام 2010 ثم تم تطويره في الاستبدال العظيم في عام 2011، ثم تم تقديمه في هذه الدعوة على أنه «أخطر أزمة في تاريخنا أشد مشكلة نواجهها اليوم.» نظرًا إلى أن القوى السياسية والإعلامية تنكر حقيقة التغيير في الناس والحضارة، يعتقد رينو كامو أن «الأولوية الأولى هي إعطاء الكلمات معناها والفرنسيين الإيمان بقدرتهم على الحكم: الحق في أن يروا بأنفسهم ما يحظر عليهم تسميته.»
على موقع NCPC ، يتيح عدد من الكتابات التي تم وضعها على الإنترنت إمكانية تتبع نشأة الحركة. وهكذا تم الربط بين انتحار دومينيك فينر [الفرنسية] 21 و «خطاب نوتردام» ، الذي ألقاه رينو كامو في 31 مايو تقديراً للمتوفى. يتذكر رينو كامو بشكل خاص أن دومينيك فينر قد استَشهد بمفهومه المتمثل في الاستبدال العظيم في كتاباته وشهاداته، معتبرا أن من الضروري أن وفاة دومينيك فينر«تصبح نقطة اللا عودة» ، ويدعو الاتحاد إلى «منع استمرار ما يحدث.» بعد ذلك، خلال صيف عام 2013، وهي فترة من «اتحاد "لا"»  ،  ، والتي ساهم فيها بشكل ملحوظ بول ماري كوتو [الفرنسية]. ثم، بعد النداء التأسيسي في 11 سبتمبر، أعلنت الجمعية في المحافظة في 24 سبتمبر، ونشرت في الجريدة الرسمية [الفرنسية] في  5 أكتوبر. بالإضافة إلى رئيسه رينو كامو، يضم المكتب الأول الكاتب جيرار بينس ومارسيل ماير.
ال 10 أبريل 2014 أدانت الدائرة 17 الإصلاحية في المحكمة المحلية في باريس رينو كامو، بسبب التصريحات التي أطلقها 18 ديسمبر 2010 في «المؤازرات الدولية بشأن الأسلمة» التي عقدت في باريس، ودفع غرامة قدرها 4 000 يورو و 500 يورو كتعويض عن الأضرار التي لحقت بـ MRAP لإثارة الكراهية والعنف ضد مجموعة من الناس بسبب دينهم. وجدت المحكمة الجنائية أن كلمات رينو كامو «تشكل وصمة عار عنيفة جداً للمسلمين ، تصفهم بأنهم "سفاحون" ، "جنود" ، "ذراع الغزو المسلح" [...] لـ "المستعمرين" الذين يسعون إلى جعل "الحياة مستحيلة للمواطنين" ، لإجبارهم " على الفرار من "،" النزوح "[...]" ، أو الأسوأ من ذلك ، الخضوع على الفور ".» بالنسبة للمحكمة، أقوال رينو كامو تظهر«وصمة عار نادرة [...] بغير حساب أو تحفّظ،» ويمثّل المسلمين«مثل المحاربين الغزاة الذين غرضهم الوحيد التدمير واستبدال الشعب الفرنسي وحضارته بالإسلام». في مايو 2014 ونشر كلمته التي ألقاها في الدائرة السابعة عشرة، وشجب «التفسير الخاطئ الملحوظ الذي كان وراء الحكم، وأبرزمواقفه». في أبريل 2015، محكمة استئناف باريس أكدت إدانته.

### المتأثر بهم
خلال أعماله، أكد رينو كامو باستمرار أن مثاله الثقافي والسياسي والحضاري هو بريطانيا العظمى الخاصة بونستون تشرشل .. يدعي أنه يتماشى مع البريطاني إينوك باول، مؤلف الخطاب الشهير عن أنهار الدم [الفرنسية] عن آثار التعددية الثقافية.

## جوائز
- في عام 1977 ، حصل على جائزة Fénéon عن كتابه Échange ، الذي نُشر تحت الاسم المستعار Denis Duparc.
- في عام 1996 ، حصل على جائزة أميك للأكاديمية الفرنسية عن كل أعماله.[58][59]
- في عام 2003 ، حصل على Goncourt dex animaux عن كتابه Horla Dog Life .
- في عام 2015 ، حصل عن جميع أعماله على جائزة جان فيري، التي منحها مستمعي راديو كورتوي.

## مقالات

### مختارات
- I. Passage, Flammarion (1975)
- II. Échange (signé Denis Duparc), Flammarion (1976)
- III. Travers
  1. Travers (signé Renaud Camus et Tony Duparc), Hachette (1978)
  2. Été (Travers II) (signé Jean-Renaud Camus et Denis Duvert), Hachette (1982)
  3. L'Amour l'automne (Travers III) (signé J.R.G. Le Camus et Antoine du Parc), P.O.L. (2007)
  4. Travers coda, index et divers (Travers IV) (signé J.-R.-G. du Parc et Denise Camus), P.O.L. (2012)

### رثائيات
- I. Élégies pour quelques-uns, P.O.L. (1988)
- II. L'Élégie de Chamalières, Sables (1989) et P.O.L. (1991)
- III. L'Élégie de Budapest in Le voyage à l'est, ouvrage collectif, Balland et La Maison des écrivains (1990)
- IV. Le Bord des larmes, P.O.L. (1990)
- V. Le Lac de Caresse, P.O.L. (1991)
- VI. Vie du chien Horla, P.O.L. (2003)

### مجلات وجرائد
- Journal romain (1985-1986), P.O.L. (1987)
- Vigiles. Journal 1987, P.O.L. (1989)
- Aguets. Journal 1988, P.O.L. (1990)
- Fendre l'air. Journal 1989, P.O.L. (1991)
- L'Esprit des terrasses. Journal 1990, P.O.L. (1994)
- La Guerre de Transylvanie. Journal 1991, P.O.L. (1996)
- Le Château de Seix. Journal 1992, P.O.L. (1997)
- Graal-Plieux. Journal 1993, P.O.L. (1998)
- La Campagne de France. Journal 1994, Fayard (2000)
- La Salle des pierres. Journal 1995, Fayard (2000)
- Les Nuits de l'âme. Journal 1996, Fayard (2001)
- Derniers Jours. Journal 1997, Fayard (2002)
- Hommage au carré. Journal 1998, Fayard (2002)
- Retour à Canossa. Journal 1999, Fayard (2002)
- K.310. Journal 2000, P.O.L. (2003)
- Sommeil de personne. Journal 2001, Fayard (2004)
- Outrepas. Journal 2002, Fayard (2005)
- Rannoch Moor. Journal 2003, Fayard (2006)
- Corée l'absente. Journal 2004, Fayard (2007)
- Le Royaume de Sobrarbe. Journal 2005, Fayard (2008)
- L'Isolation. Journal 2006, Fayard (2009)
- Une chance pour le temps. Journal 2007, Fayard (2009)
- Au nom de Vancouver. Journal 2008, Fayard (2010)
- Kråkmo. Journal 2009, Fayard (2010)
- Parti pris. Journal 2010, Fayard (2011)
- Septembre absolu. Journal 2011, Fayard (2012)
- Vue d'œil. Journal 2012, Fayard (2013)
- NON. Journal 2013, chez l'auteur (2013, lire en ligne) (ردمك 979-10-91681-08-7)
- Morcat. Journal 2014, chez l'auteur (2014) (ردمك 979-10-91681-18-6)
- La Tour. Journal 2015, chez l'auteur (2016)
- Insoumission. Journal 2016, chez l'auteur (2017)
- Juste avant après. Journal 2017, chez l'auteur (2018)
- L'Étai. Journal 2018, chez l'auteur (2019)

### أعمال أخرى
- Tricks (préf. رولان بارت), Mazarine (1978), Persona (1982) et P.O.L. (1988)

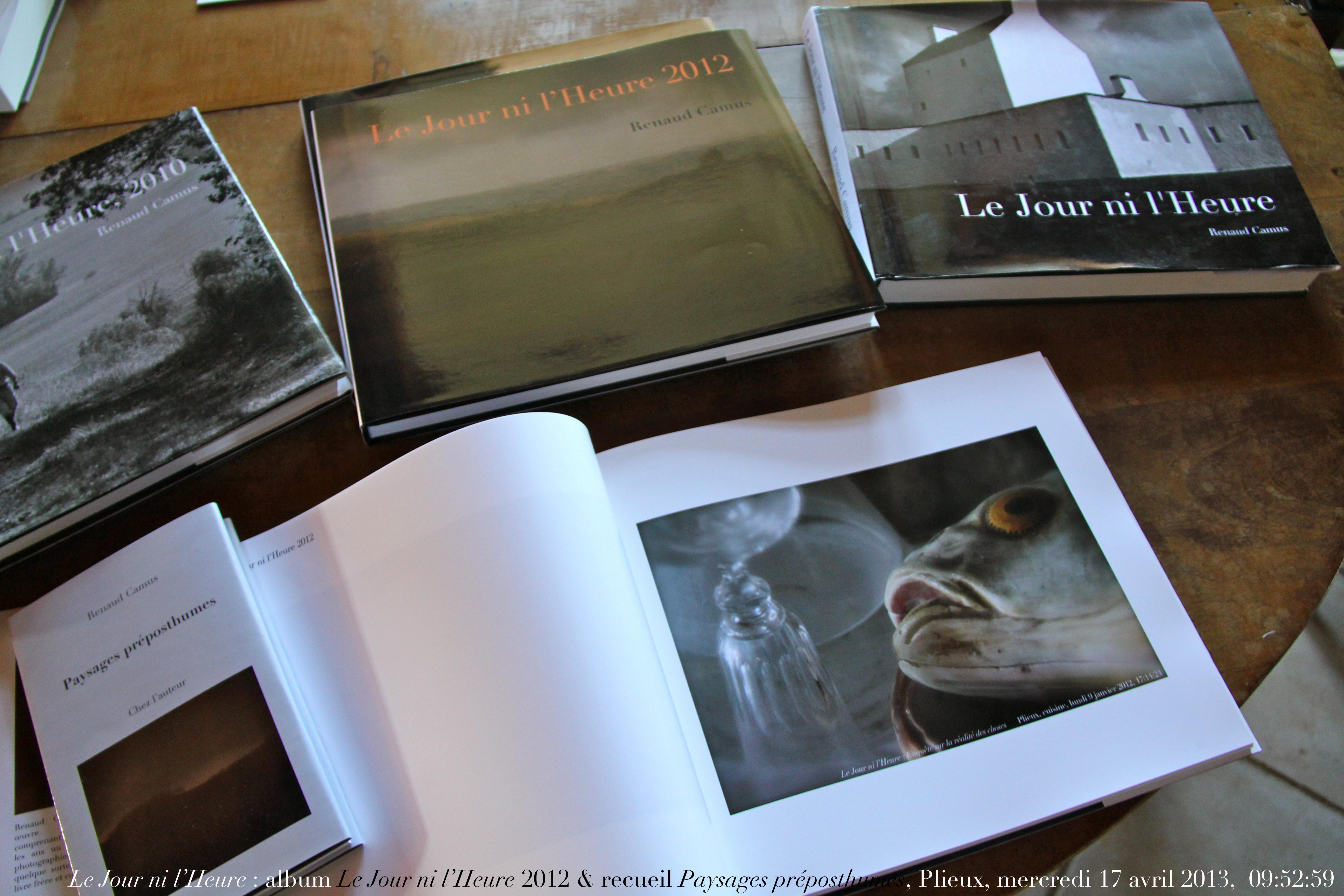
عدة مجلدات من مجموعات التصوير الفوتوغرافي اليوم ولا الساعة وما قبل المناظر الطبيعية

- Buena Vista Park, Hachette (1980) ; chez l'auteur (2014) (ردمك 979-10-91681-16-2)
- Journal d'un voyage en France, Hachette/P.O.L. (1981)
- Notes achriennes, P.O.L. (1982)
- Roman roi, P.O.L. (1983)
- Chroniques achriennes, P.O.L. (1984)
- Notes sur les manières du temps, P.O.L. (1985)
- Roman furieux (Roman roi II), P.O.L. (1987)
- Esthétique de la solitude, P.O.L. (1990)
- Voyageur en automne, P.O.L. (1992)
- Le Chasseur de lumières, P.O.L. (1993)
- Qu'il n'y pas de problème de l'emploi, P.O.L. (1994)
- Sept sites mineurs pour des promenades d'arrière saison en Lomagne, Sables (1994) et Onze sites mineurs pour des promenades d'arrière saison en Lomagne, P.O.L. (1997)
- L'Épuisant Désir de ces choses, P.O.L. (1995)
- Éloge moral du paraître, Sables (1995) et Éloge du paraître, P.O.L. (2000)
- Le Département de la Lozère, P.O.L. (1996)
- El (ill. François Matton), P.O.L. (1996)
- Le Département du Gers, P.O.L. (1997)
- Discours de Flaran, P.O.L. (1997)
- P.A. (petite annonce), P.O.L. (1997)
- Le Département de l'Hérault, P.O.L. (1999)
- Etc. (abécédaire), P.O.L. (1998)
- Incomparable, avec Farid Tali, P.O.L. (1999)
- Roumains en regard (photogr. Jean-Jacques Moles), Jean-Jacques Moles (1999)
- Nightsound (sur Josef Albers) suivi de Six prayers, P.O.L. (2000)
- Corbeaux. Journal de l'affaire Camus suivi de quelques textes rebutés, Impressions nouvelles (2000, (lire en ligne)
- Ne lisez pas ce livre !, P.O.L. (2000)
- Répertoire des délicatesses du français contemporain, P.O.L. (2000) et Seuil (2009)
- Killalusimeno, P.O.L. (2001)
- Du sens, P.O.L. (2002)
- Est-ce que tu me souviens ?, P.O.L. (2002)
- L'Étrangèreté (entretiens avec إيمانويل كارير et آلان فينكلكروت), suivi de La Mort d'ailleurs, extraits de textes inédits, Tricorne (2003)
- L'Inauguration de la salle des Vents, Fayard (2003)
- Syntaxe ou l'autre dans la langue, suivi de Éloge de la honte et de Voix basse ou l'autre dans la voix, P.O.L. (2004)
- La Dictature de la petite bourgeoisie (entretiens avec Marc du Saune), Privat (2005)
- Comment massacrer efficacement une maison de campagne en dix-huit leçons, Privat (2006)
- Commande publique, P.O.L. (2007)
- Le Communisme du XXI{{{2}}} قرن, précédé de La Deuxième Carrière d'Adolf Hitler, suivi de  Que va-t-il se passer ? et de Pire que le mal, Xenia (2007)
- Journal de « Travers » (1976-1977), deux tomes, Fayard (2007)
- Demeures de l'esprit. Grande-Bretagne I, Fayard (2008)
- Demeures de l'esprit. France I, Sud-Ouest, Fayard (2008)
- رينو كامو, Fayard (2008)
- Théâtre ce soir, Jean-Paul Bayol (2008)
- Demeures de l'esprit. Grande-Bretagne II, Écosse, Irlande, Fayard (2009)
- Le Jour ni l'heure, chez l'auteur (2009)
- Loin, P.O.L. (2009)
- Demeures de l'esprit. France II, Nord-Ouest, Fayard (2010)
- Demeures de l'esprit. Danemark Norvège, Fayard (2010)
- Demeures de l'esprit. France III, Nord-Est, Fayard (2010)
- De l'in-nocence. Abécédaire, David Reinharc (2010)  (ردمك 978-2-35869-015-7)
- Décivilisation, Fayard (2011) (ردمك 2-2136-6638-5)
- Demeures de l'esprit. Suède, Fayard (2011)
- قالب:CamLeg (2011)
- Demeures de l'esprit. France IV, Sud-Est, Fayard (2012)
- Demeures de l'esprit. Italie I, Nord, Fayard (2012)
- L'Homme remplaçable, chez l'auteur (2012) (ردمك 979-10-91681-00-1)
- Journal d'un autre (signé Duane McArus), chez l'auteur (2012, lire en ligne)
- Les Inhéritiers, chez l'auteur (2013) (ردمك 979-10-91681-04-9)
- Le Changement de peuple, chez l'auteur (2013) (ردمك 979-10-91681-06-3)
- La Civilisation des prénoms, chez l'auteur (2014) (ردمك 979-10-91681-14-8)
- Demeures de l'esprit. France V, Île-de-France, Fayard (2014)
- Discours de chambre, chez l'auteur (2014) (ردمك 979-10-91681-12-4)
- France : suicide d'une nation, Mordicus (2014)
- Révoltez-vous !, chez l'auteur (2015)
- Entre vivre ensemble, il faut choisir, chez l'auteur (2016)
- La Tour. Journal 2015, chez l'auteur (2016)
- Tweets II, chez l'auteur (2016)
- Une chance pour la France. Programme 2017, chez l'auteur (2017)
- Le Mot “race”, chez l'auteur (2018)
- Le Mot “musique”, chez l'auteur (2018)

### فيلموغرافيا
- Bruno Aguila et Philippe Siméon, Renaud Camus – Les Chemins de la solitude, documentaire (1995)

### كتب
- Lawrence R. Schehr, Homosexual Hermeneutics in French Writing, Stanford University Press, octobre (1995)
- Jan Baetens, An afterword (and some afterthoughts) on P.A., Electronic book review (1997)
- Jan Baetens, The Revolution of an Anachronism: Radical Hypertextualism in a Text by Renaud Camus, Electronic book review (1997)
- Écritures, no 10 : revue collective, articles de Sémir Badir, Emmanuel Carrère, Guillaume Dustan, Jean Echenoz, Vincent Louis, Jan Baetens, Pascal Meuwissen, Stéphane Baumont, Jean-Christophe Cambier, Charles A. Porter, Lawrence R. Schehr, éditions Les Éperonniers, université de Liège (1998)
- Charles A. Porter, Marc Schachter, Jeffrey Mehlman et Lawrence R. Schehr in Politics and Culture, vol. 2000/4 (2000)
- Jan Baetens et Charles A. Porter, Renaud Camus, écrivain, actes du colloque de Yale (2000), Peeters, Vrin (2002)
- Heidi Strebel, Eco's Stopwatch and Narrative Time in Puig, Jean-Renaud Camus, and Calvino, The Modern Language Review, 01/04/2003
- Sjef Houppermans, Renaud Camus érographe, Rodopi (2004)
- Catherine Rannoux, Les Fictions du journal littéraire : Paul Léautaud, Jean Malaquais, Renaud Camus, Droz (2004)
- Jan Baetens, Études camusiennes, Rodopi (2004)
- Valérie Scigala, L'Amour l'Automne, roman marin, Association portugaise des études françaises (2009)
- Sous la direction de Ralph Sarkonak, Les spirales du sens chez Renaud Camus, articles de Sjeff Houppermans, Ralph Sarkonak, Catherine Rannoux, Charles A. Porter, Thomas Clerc, Paul Léon, Hugo Frey, Bruno Chaouat, Alain Finkielkraut, Rodopi (2009)
- ايمريك كارون  [لغات أخرى]‏ (2014). Incorrect. Librairie Arthème Fayard. ص. 360. ISBN:978-2-213-67890-0. مؤرشف من الأصل (22 cm) في 2018-07-11. اطلع عليه بتاريخ 12 juin 2014. {{استشهاد بكتاب}}: تحقق من التاريخ في: |تاريخ الوصول= (مساعدة)صيانة الاستشهاد: أسماء عددية: قائمة المؤلفين (link) صيانة الاستشهاد: أسماء متعددة: قائمة المؤلفين (link) صيانة الاستشهاد: علامات ترقيم زائدة (link)

### مقالات الصحافة
- Matthieu Falcone (2011). "Que signifie le Grand Remplacement selon Renaud Camus ?". Culture Mag. مؤرشف من الأصل في 2019-03-23. اطلع عليه بتاريخ 12 juin 2014. {{استشهاد بدورية محكمة}}: تحقق من التاريخ في: |تاريخ الوصول= (مساعدة)  Matthieu Falcone (2011). "Que signifie le Grand Remplacement selon Renaud Camus ?". Culture Mag. مؤرشف من الأصل في 2019-03-23. اطلع عليه بتاريخ 12 juin 2014. {{استشهاد بدورية محكمة}}: تحقق من التاريخ في: |تاريخ الوصول= (مساعدة)  Matthieu Falcone (2011). "Que signifie le Grand Remplacement selon Renaud Camus ?". Culture Mag. مؤرشف من الأصل في 2019-03-23. اطلع عليه بتاريخ 12 juin 2014. {{استشهاد بدورية محكمة}}: تحقق من التاريخ في: |تاريخ الوصول= (مساعدة)
- Grégoire Leménager (2011). "La bouillie xénophobe de Renaud Camus". لو نوفيل أوبسرفاتور. مؤرشف من الأصل في 2019-12-05. اطلع عليه بتاريخ 12 juin 2014. {{استشهاد بدورية محكمة}}: تحقق من التاريخ في: |تاريخ الوصول= (مساعدة)  Grégoire Leménager (2011). "La bouillie xénophobe de Renaud Camus". لو نوفيل أوبسرفاتور. مؤرشف من الأصل في 2019-12-05. اطلع عليه بتاريخ 12 juin 2014. {{استشهاد بدورية محكمة}}: تحقق من التاريخ في: |تاريخ الوصول= (مساعدة)  Grégoire Leménager (2011). "La bouillie xénophobe de Renaud Camus". لو نوفيل أوبسرفاتور. مؤرشف من الأصل في 2019-12-05. اطلع عليه بتاريخ 12 juin 2014. {{استشهاد بدورية محكمة}}: تحقق من التاريخ في: |تاريخ الوصول= (مساعدة)
- Frédéric Joignot (2014). "Le grand boniment". Le Monde.fr. Joignot23 01 2014. مؤرشف من الأصل في 2020-02-29. اطلع عليه بتاريخ 12 juin 2014. {{استشهاد بدورية محكمة}}: تحقق من التاريخ في: |تاريخ الوصول= (مساعدة)  Frédéric Joignot (2014). "Le grand boniment". Le Monde.fr. Joignot23 01 2014. مؤرشف من الأصل في 2020-02-29. اطلع عليه بتاريخ 12 juin 2014. {{استشهاد بدورية محكمة}}: تحقق من التاريخ في: |تاريخ الوصول= (مساعدة)  Frédéric Joignot (2014). "Le grand boniment". Le Monde.fr. Joignot23 01 2014. مؤرشف من الأصل في 2020-02-29. اطلع عليه بتاريخ 12 juin 2014. {{استشهاد بدورية محكمة}}: تحقق من التاريخ في: |تاريخ الوصول= (مساعدة)
- Frédéric Joignot (2014). "Un inquiétant imaginaire de purification ethnique et culturelle". Le Monde.fr. Joignot24 01 2014. مؤرشف من الأصل في 2019-12-18. اطلع عليه بتاريخ 12 juin 2014. {{استشهاد بدورية محكمة}}: تحقق من التاريخ في: |تاريخ الوصول= (مساعدة)  Frédéric Joignot (2014). "Un inquiétant imaginaire de purification ethnique et culturelle". Le Monde.fr. Joignot24 01 2014. مؤرشف من الأصل في 2019-12-18. اطلع عليه بتاريخ 12 juin 2014. {{استشهاد بدورية محكمة}}: تحقق من التاريخ في: |تاريخ الوصول= (مساعدة)  Frédéric Joignot (2014). "Un inquiétant imaginaire de purification ethnique et culturelle". Le Monde.fr. Joignot24 01 2014. مؤرشف من الأصل في 2019-12-18. اطلع عليه بتاريخ 12 juin 2014. {{استشهاد بدورية محكمة}}: تحقق من التاريخ في: |تاريخ الوصول= (مساعدة)
- AFP (2014). "FN : Jean-Marie Le Pen se rallie à la thèse du "Grand remplacement"". RTL.fr. مؤرشف من الأصل في 2019-04-19. اطلع عليه بتاريخ 23 juin 2014. {{استشهاد بدورية محكمة}}: تحقق من التاريخ في: |تاريخ الوصول= (مساعدة)  AFP (2014). "FN : Jean-Marie Le Pen se rallie à la thèse du "Grand remplacement"". RTL.fr. مؤرشف من الأصل في 2019-04-19. اطلع عليه بتاريخ 23 juin 2014. {{استشهاد بدورية محكمة}}: تحقق من التاريخ في: |تاريخ الوصول= (مساعدة)  AFP (2014). "FN : Jean-Marie Le Pen se rallie à la thèse du "Grand remplacement"". RTL.fr. مؤرشف من الأصل في 2019-04-19. اطلع عليه بتاريخ 23 juin 2014. {{استشهاد بدورية محكمة}}: تحقق من التاريخ في: |تاريخ الوصول= (مساعدة)
- Nolwenn Le Blevennec (2014). "Le "grand remplacement" : l'idée raciste qui se propage". Rue89. مؤرشف من الأصل في 2016-05-24. اطلع عليه بتاريخ 12 juin 2014. {{استشهاد بدورية محكمة}}: تحقق من التاريخ في: |تاريخ الوصول= (مساعدة)  Nolwenn Le Blevennec (2014). "Le "grand remplacement" : l'idée raciste qui se propage". Rue89. مؤرشف من الأصل في 2016-05-24. اطلع عليه بتاريخ 12 juin 2014. {{استشهاد بدورية محكمة}}: تحقق من التاريخ في: |تاريخ الوصول= (مساعدة)  Nolwenn Le Blevennec (2014). "Le "grand remplacement" : l'idée raciste qui se propage". Rue89. مؤرشف من الأصل في 2016-05-24. اطلع عليه بتاريخ 12 juin 2014. {{استشهاد بدورية محكمة}}: تحقق من التاريخ في: |تاريخ الوصول= (مساعدة)

### روابط خارجية
- الموقع الرسمي